# Schloßberg 25 (Quedlinburg)

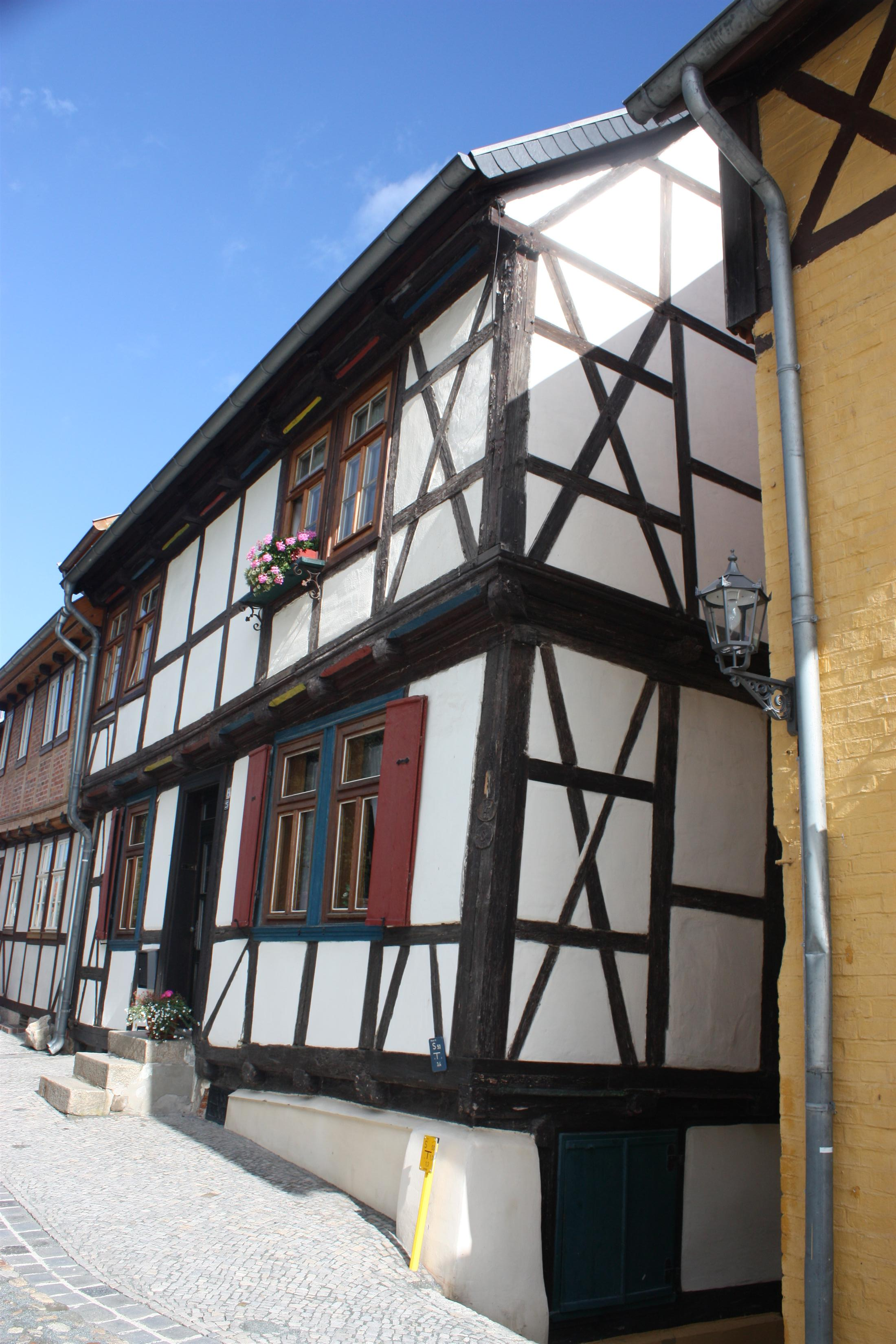
Haus Schloßberg 25, mit der Einmündung der Brandgasse

Das Haus Schloßberg 25  ist ein denkmalgeschütztes Gebäude in der Stadt Quedlinburg in Sachsen-Anhalt.

## Lage
Es befindet sich am Schlossberg, südlich der Quedlinburger Altstadt im Stadtteil Westendorf an der Einmündung der Brandgasse auf die Straße Schloßberg und gehört zum UNESCO-Weltkulturerbe. Unmittelbar westlich grenzt das gleichfalls denkmalgeschützte Haus Schloßberg 24 an. Im Quedlinburger Denkmalverzeichnis ist das Gebäude als Wohnhaus eingetragen.

## Architektur und Geschichte
Das dreigeschossige Fachwerkhaus überragt die westlich angrenzende Bebauung deutlich. Es entstand in der Zeit um 1710. Da das Gebäude am Hang des Schlossberges liegt, wirkt es von der Straße Schloßberg aus nur wie ein zweigeschossiges Gebäude. Das unterste Geschoss ist nur von der Brandgasse aus erreichbar. Zur Brandgasse hin verfügt das Gebäude über einen sehr hohen Giebel. Die Fachwerkfassaden sind mit Andreaskreuzen verziert. An den Stockschwellen finden sich Schiffskehlen.